# Chemins de fer départementaux de Rhône et Loire
Pour les articles homonymes, voir Chemin de fer de Rhône et Loire.

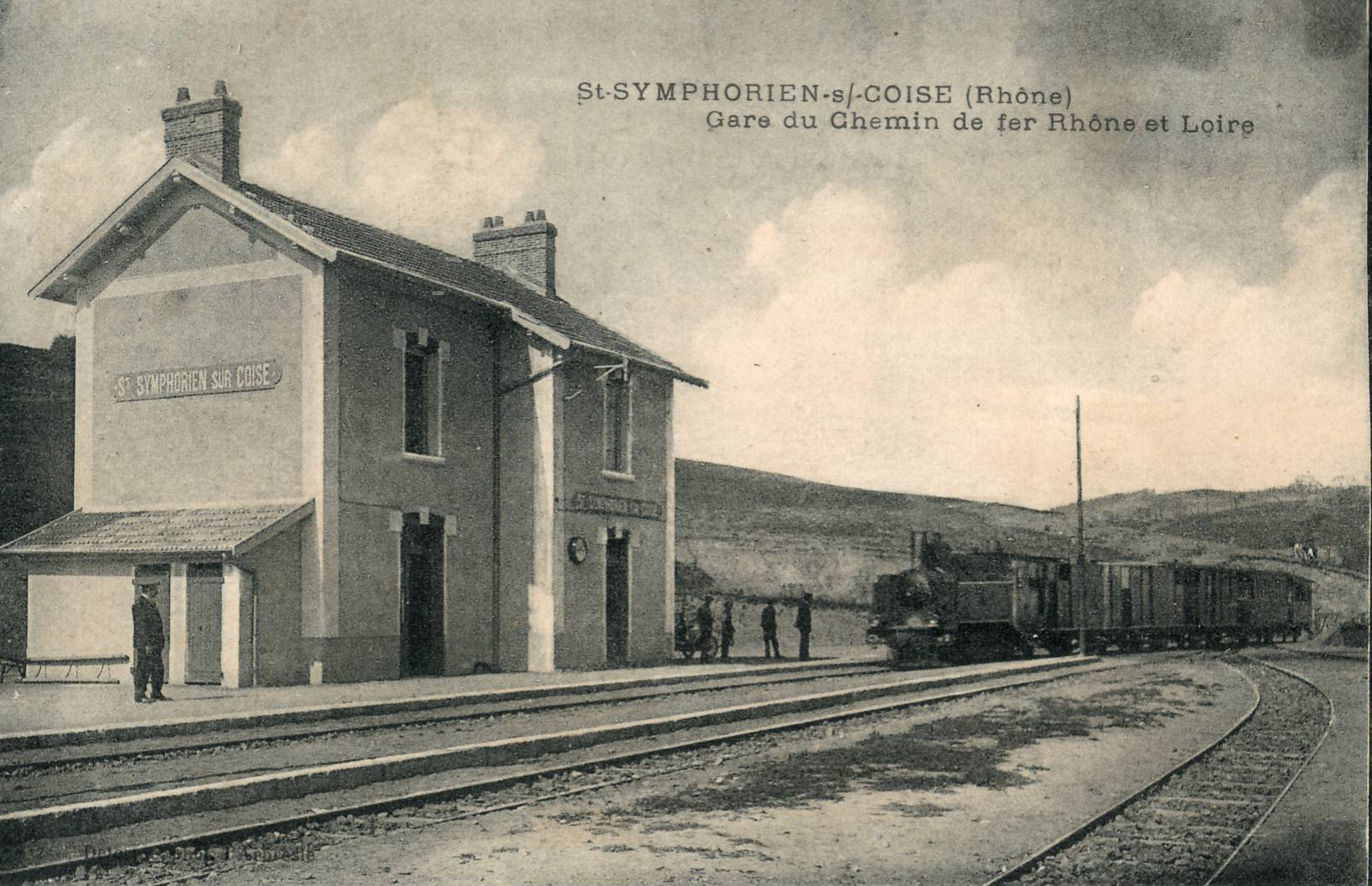
La gare de Saint-Symphorien-sur-Coise

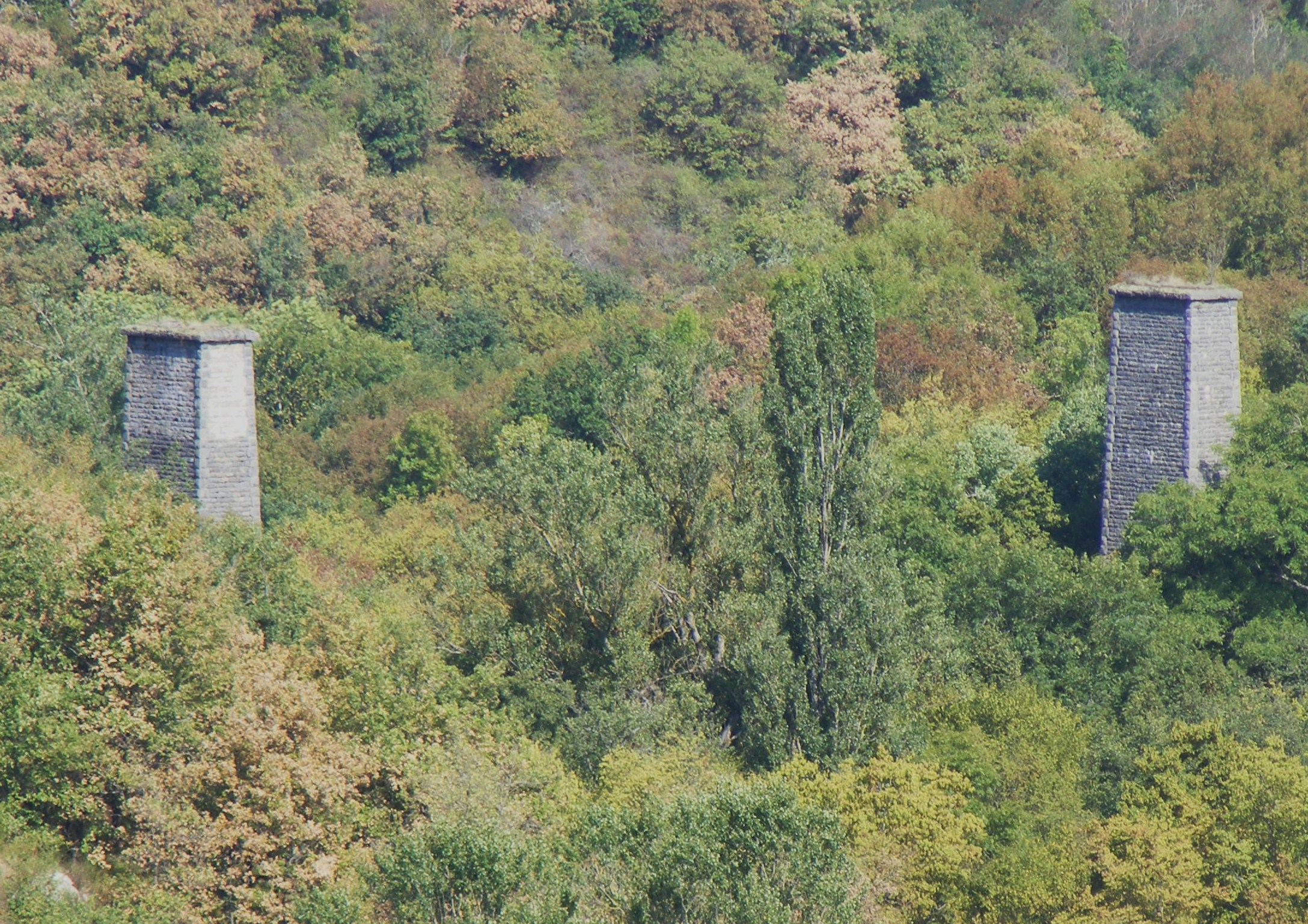
Viaduc inachevé de la ligne de Mornant à Rive-de-Gier

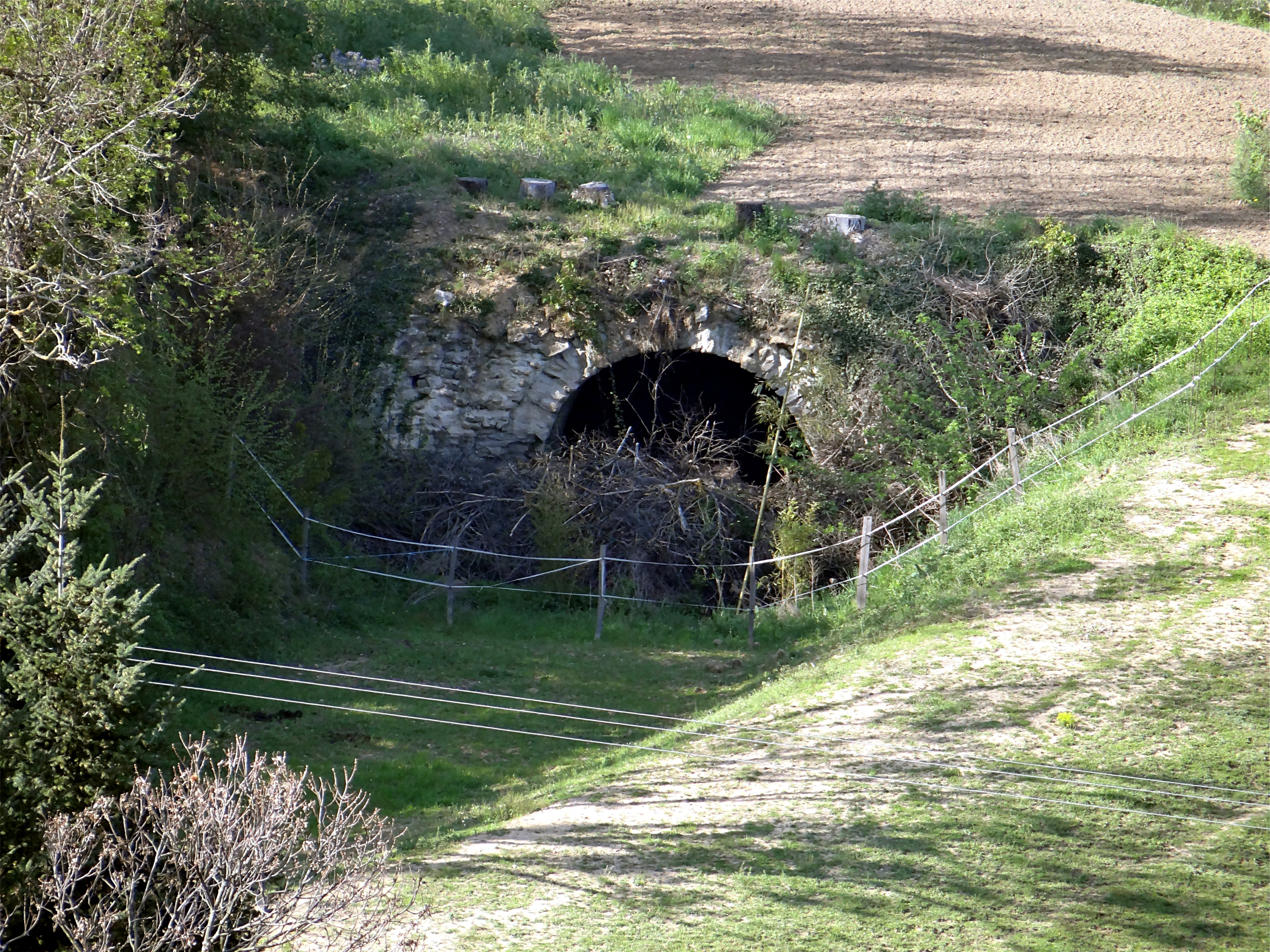
Rontalon: tunnel de la Pierre à Chaux

Les Chemins de fer départementaux de Rhône et Loire ont construit un réseau de chemin de fer secondaire dans le département du Rhône. Celui-ci a fonctionné entre 1914 et 1935.

## Histoire
La compagnie des Chemins de fer départementaux de Rhône et Loire (CRL) est créée à Lyon en février 1914. Elle se substitue au Syndicat d’Étude des nouveaux Chemins de Fer départementaux du Rhône et de la Loire qui avait obtenu la concession d'un réseau de plusieurs lignes à voie métrique, dans les départements du Rhône et de la Loire.

## Infrastructure
Le réseau était construit à voie métrique.

### Les lignes

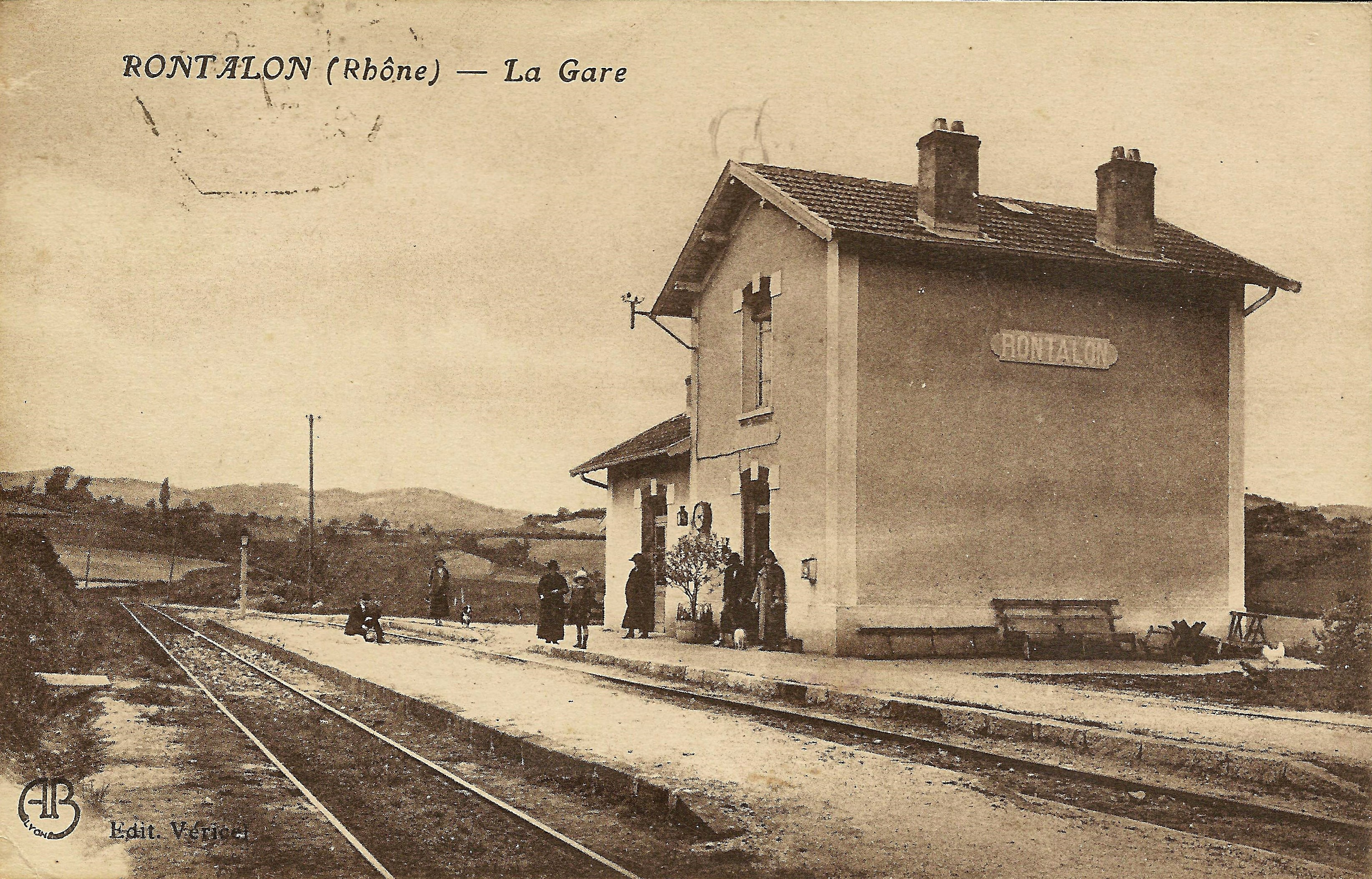
Gare de Rontalon

Une seule ligne sera mise en service entre Messimy et Saint-Symphorien-sur-Coise. Les autres construites resteront inachevées ou à l'état de projet en raison de la Première Guerre mondiale . 

#### Premier réseau
- Messimy - Saint-Symphorien-sur-Coise (31,1 km), ouverture 1914, fermeture 1935
- L'Arbresle - Panissières (39,8 km), ligne inachevée
- Pontcharra-sur-Turdine - Sainte-Foy-l'Argentière (34 km), ligne inachevée
- Mornant - Rive-de-Gier, (31 km), ligne inachevée

#### Ligne complémentaire
- Panissières - Feurs (17 km), ligne non construite

### Jonctions avec d'autres réseaux
- Gare de Messimy avec l'OTL
- Gare de Mornant avec l'OTL
- Gare de Saint-Symphorien-sur-Coise avec les Tramways électriques de Viricelles-Chazelles à St Symphorien-sur-Coise et extensions (deux gares distinctes et distantes de 800 mètres)
- Gare de Rive-de-Gier avec le PLM
- Gare de Sain-Bel avec le PLM
- Gare de Pontcharra - Saint-Forgeux avec le PLM
- Gare de Feurs avec le PLM
- Gare de Sainte-Foy-l'Argentière avec le PLM

## Exploitation

### Matériel roulant

#### Locomotives à vapeur
- N° 1 à 15, type 130T, livrées en 1914 par Pinguély, N° construction (285 à 299) livrées[2] de 1914 à 1916, poids à vide: 23 tonnes,

3  unités livrées pour la ligne Messimy - Saint Symphorien

#### Voitures à voyageurs
- 52 unités type AB et B à 2 essieux système de Rechter et accès par plateformes extrêmes

10 unités livrées pour la ligne Messimy - Saint Symphorien

#### Fourgons à bagages
10 unités
3 unités livrés pour la ligne Messimy - Saint Symphorien

#### Wagons de marchandises
- 150 wagons

31 wagons livrés pour la ligne Messimy - Saint Symphorien